# 青格达湖
青格达湖，即猛进水库是位于中华人民共和国新疆维吾尔自治区新疆生产建设兵团第六师五家渠市的以灌溉为主兼顾防洪的人工湖，也是乌鲁木齐河、头屯河、水磨河等河流的尾闾湖。湖泊面积湖面面积17平方千米。青格达湖及周边湿地构成了新疆生产建设兵团首个省（兵团）级自然保护区——青格达湖自然保护区，其主要保护对象是湿地生态系统及珍禽。中国国家水利风景区青格达湖旅游风景区也位于此。青格达湖为拦截来自古尔班通古特沙漠的风沙起着非常重要的作用，因此被誉为“乌鲁木齐之肾”。

## 环境

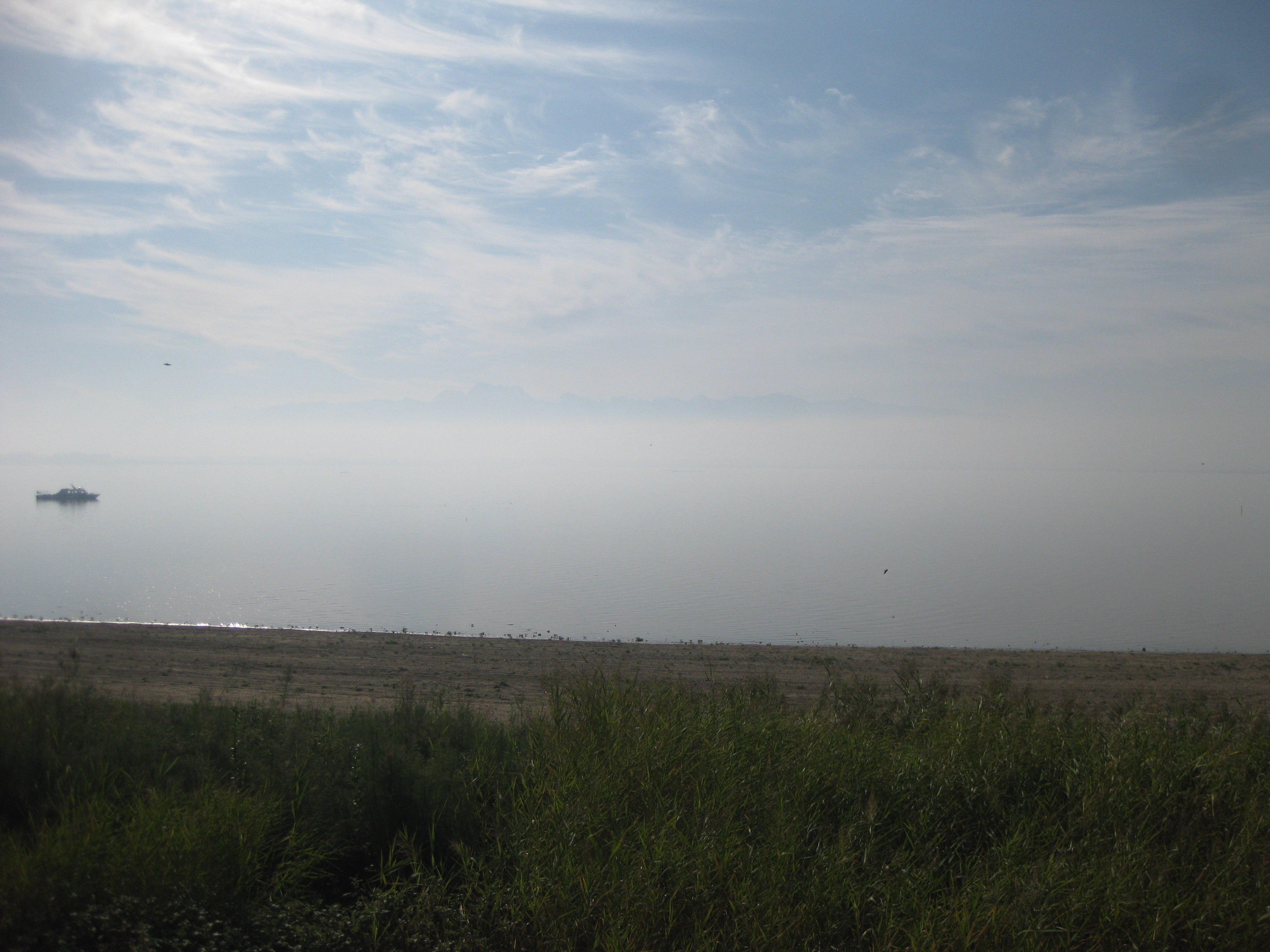
五家渠市猛进水库（2011年）

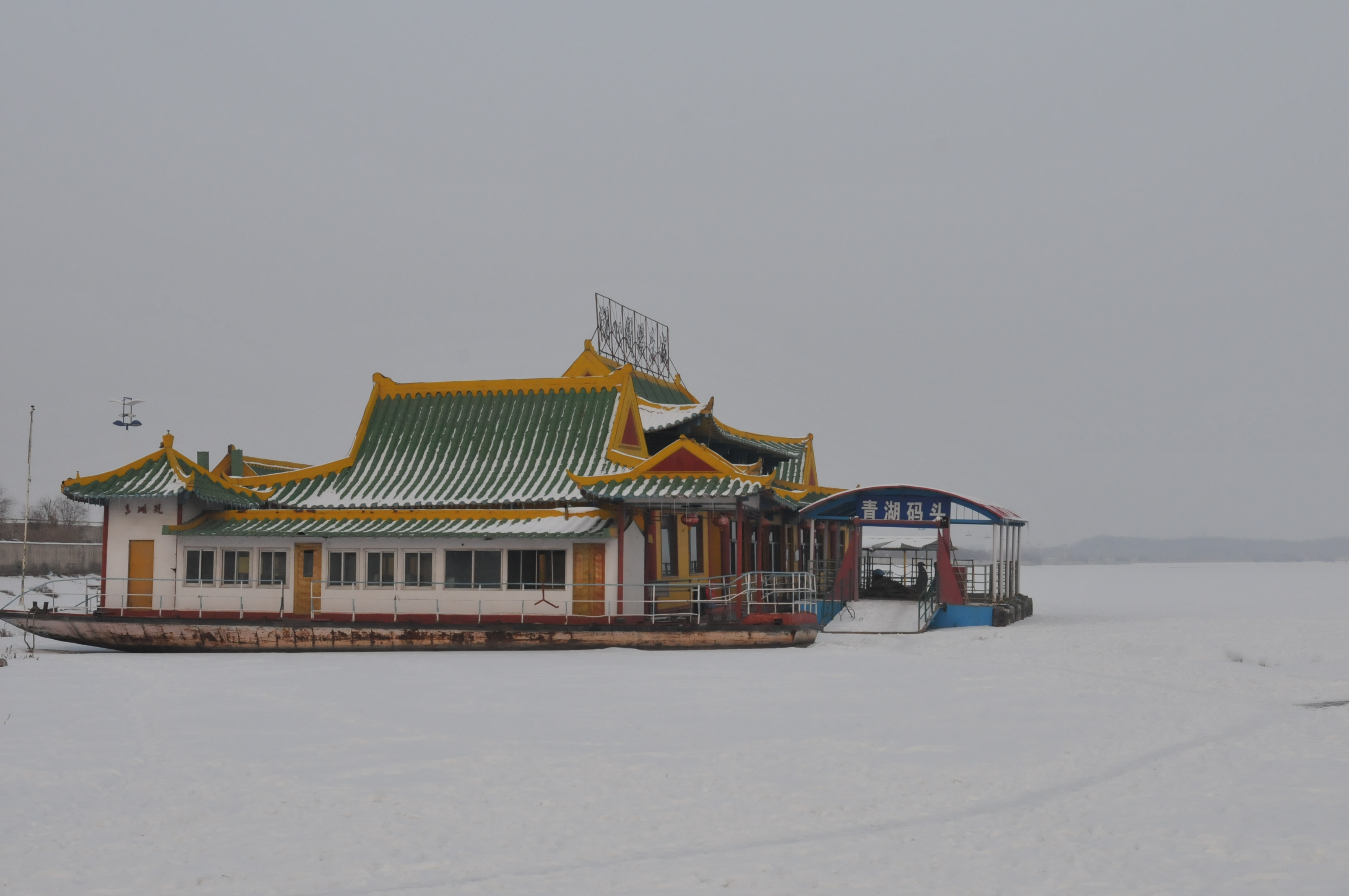
青格达湖湖心阁娱乐城（2012年）

### 地理和气候
青格达湖位于中华人民共和国新疆维吾尔自治区新疆生产建设兵团第六师五家渠市南部，距离市中心3千米。地处乌鲁木齐市和古尔班通古特沙漠之间，地理坐标为东经87°33′22″到87°34′10″，北纬44°08′18″到44°11′06″，平均海拔400到420米。地理上处于天山山脉山前凹陷带和准噶尔盆地南缘之间，乌鲁木齐河和头屯河洪积冲积平原内的泉水溢出带上。泉水地老龙河（乌鲁木齐境内为水磨河）的水流入洼地形成青格达湖湿地。因青格达湖毗邻沙漠，所以当地气候干旱且降水稀少，当地年降水量150毫米到200毫米，蒸发量每年可达2000毫米到2500毫米。当地夏季炎热，冬季寒冷，年均气温5.7摄氏度，极高温超过43摄氏度，极低温低于零下42摄氏度。冬季结冰期163天，稳定积雪时间103天。青格达湖的存在让从古尔班通古特沙漠向南吹的风尘不再干燥，使得乌鲁木齐市、昌吉回族自治州等地的气候更加湿润。

### 湖泊与湿地
青格达湖总储水量达6500万立方米，湖面面积17平方千米，湖岸沿线长约20千米。平均水深超过4.7米，丰水期水位超过4.8米，枯水期水位不足3.8米，最深水位可达13米。年均入湖水量1.45亿立方米。水库通过猛进干渠向五家渠灌区供水，并通过八一引水渠与八一水库相连。青格达湖自然保护区面积29.12平方千米，其中位于保护区西南部的核心区面积7.96平方千米，缓冲区位于核心区周边的林带和水库区域，面积15.38平方千米，试验区位于水库主坝北侧，面积5.78平方千米。青格达湖自然保护区内及周边区域有湿地斑块10块可分为包括人工湿地、湖泊湿地、沼泽湿地、河流湿地等在内的4类6型湿地，总面积达40.3平方千米。青格达湖的主要湿地是位于青格达湖南侧面积大约8平方千米的人工湿地。其面积随着水库水面的增落而变化，所以在7月到8月的枯水期，湿地面积最大，在3到4月的丰水期，面积减少。其形态包括主体的淹没区，以及浅滩、苇荡等。由于保护区周边放牧、盗猎、火灾、围垦等活动的发生，湿地植被面积从2008年到2016年减少了超过8平方千米。另外，青格达湖自然保护区东西两侧为荒滩地，其形成原因为常年积极性涨落冲刷。其中西侧的荒滩已经改造为人工沙滩地，而东侧的荒滩地在2020年之前并未被改造。

### 植物及动物
青格达湖西主要分布多枝柽柳、胡杨、芦苇等植物，青格达湖自然保护区东北部分布有面积较大的人工林和芦苇沼泽湿地。自然保护区内有野生植物41科100属149种，其中湿地高等植物11科12属13种，优势种包括多枝柽柳、芦苇、达香蒲。高等植物大致能分为以新疆落叶松、樟子松、侧柏为主的针叶乔木；以银白杨、胡杨、白榆、白蜡等为主的落叶阔叶乔木；以淡枝沙拐枣、盐爪爪等等为主的灌木、半灌木；以萹蓄、灰绿藜等为主的草本植物；以达香蒲、芦苇等为主的水生植物。另外，有学者对青格达湖中的鼓藻目植物进行过统计，发现鼓藻目鼓藻科植物有凹顶鼓藻属1种、鼓藻属2种1变种、角星鼓藻属2种。
青格达湖也是很多野生动物的栖息地。生活在青格达湖的哺乳动物有37种，包括小家鼠、狗獾、野猪等，易危物种鹅喉羚、虎鼬等也生活于此。青格达湖内生存有鱼类5种，分别是泥鳅、草鱼、鲤、鲫、鲢。1种两栖类动物，即塔里木蟾蜍。1种爬行动物，即捷蜥蜴。1种腹足纲动物，即螺蛳。1种软甲纲动物，是南美白对虾。在2002年到2013年间的野外考察中，至少记录了18目53科124属225种鸟类出现在青格达湖自然保护区内。其中雀形目种数最多有83种，隼形目、雁形目等鸟类种数也超过20种。优势种群包括鹭、大雁、鸬鹚等。这些鸟类中，有28种留鸟、52种夏候鸟、24种冬候鸟、87种旅鸟及34种迷鸟。所有被记录的鸟类中5种为《国家重点保护野生动物名录》中Ⅰ级重点保护动物，分别是黑鹳、大鸨、金雕、玉带海雕、白尾海雕，另外还有包括卷羽鹈鹕、白琵鹭、大天鹅在内的38中国家II级保护动物。至少三条鸟类迁徙路线途径青格达湖，包括西亚-中东-东非迁徙线、西伯利亚-中亚-南亚迁徙线、北极苔原-亚洲-澳洲迁徙线。因此春季和秋季大量候鸟会在此休息、中转，在大年的秋季甚至在青格达湖可以统计到4到6万只野鸟。另外，有学者对青格达湖内原生动物进行过研究，共观察到4纲6目8科10属17种原生动物，其中肉鞭门以波豆虫属具有优势，纤毛虫门中则以膜袋虫属（Cyclidium）为优势属。

## 水库的建设
青格达湖早期也被称为“黑龙潭”，是一片洼地苇湖。20世纪40年代，中华民国政府新疆当局就对引青格达湖水进行灌溉有所讨论。新疆和平解放后，中国人民解放军第六军十七师五十一团从1950年开始在青格达湖一带开始军垦任务，但是当时的和平渠（引乌鲁木齐河水修建人工渠）不足以提供农业生产足够的水，于是十七师师长程悦派出人手开始对五家渠一带的部分湖泊进行调查。1951年，新疆军区代司令员兼政委王震等人在对五家渠的军垦情况了解后认为如果不解决水源问题，生产任务无法完成。于是十七师再次组织人手对五家渠湖泊进行考察，这次他们考察了面积超过1000平方米的黑龙潭，因其有黑沟河、老龙河、头屯河等作为水源，遂提出在此修建水库的建议。1952年3月，十七师排出勘测测量队对黑龙潭及周边洼地进行勘测。
1952年5月，十七师党委决定修建“猛进水库”，并成立筑库指挥所，项目总指挥为十七师副师长苟成富，新疆省水利厅姜大方等人作为水库设计师。6月18日，猛进水库开工建设。猛进水库一期工程参加施工的人数超过2200人，除了十七师抽调的1300多人外，还包括900多名犯人。一期工程于1953年上半年完工。项目筑成土坝5千米，坝高4.5米，总土方82万立方米，可蓄水1500到2000万立方米。苏联援华专家沃洛宁参与指导了猛进水库二期工程的设计建设，二期工程由新疆水利厅设计，由兵团原乌鲁木齐河水利工程处施工。项目于1955年6月开工建设，次年4月竣工，此次参与施工近9500人，其中干部战士近2000人，劳改人员7000余人，司政工作人员260人。二期工程修筑土坝8.5千米，最高拔高11米，最大水深7米，总土方104万立方米，库容量达6000万立方米。此次工程修建有涵洞式钢筋混凝土放水闸一座。猛进水库的建设是新疆当时最大的水库建设工程，青格达湖也有“军垦第一库”的称号。在水库建成时，新疆维吾尔自治区党委书记王恩茂等人参加了放水典礼。

### 水源地
青格达湖一带的降水量低，但南部的天山山脉降水充沛且覆盖有冰川和积雪，所以青格达湖地下水源主要通过径流渗漏、春季融雪等方式补充。从1963年开始，当地政府为了改善土壤盐碱化，开始在青格达湖南缘建设青格达湖水源地。1974年以后水源地转为排灌结合，在改善土地盐碱化的基础上满足农业灌溉需求。水源地于1979年形成规模并运行。20世纪80年代后，土壤改良基本完成，青格达湖地下水逐渐成为为灌溉、生活供水的水源地。截止2018年，青格达湖水源地有机井超过70眼，单井流量从125立方米每小时到330立方米每小时不等。

## 污染及治理
由于青格达湖是多条河流的尾闾湖，其水质取决于上游河流的水质。1990年11月，米泉市（今乌鲁木齐市米东区）塔桥湾水库闭库，致使水磨河（老龙河）沿岸所有工业企业排出的废水注入青格达湖，其中不乏有毒有害废水。1991年3月，排入青格达湖的废水近2800万立方米，占当时青格达湖蓄水量的一半以上。此次污染事件导致青格达湖的5.4吨鲤鱼种及鲢鱼苗全部死亡，水体发臭发黑并漂有黑色泡沫。经检测水体内挥发性酚类、氰化物、氨氮、硫化物等物质严重超标。污染事件发生后，自治区环保局要求涉事企业赔偿并处理主要污染物排放企业。然而处理并没有彻底解决污染问题，此后十余年间每年10月到次年4月，大量工业污染物会排放至青格达湖内，导致青格达湖水体生化需氧量（BOD）、化学需氧量（COD）、总磷、总氮、氨氮、高锰酸盐等指标超标。从2002年到2005年间，青格达湖水体富营养化情况加剧，此时带来污染的主要河流既包括水磨河（老龙河），也包括头屯河。除了工业污染，每年夏季洪水期上游的大量泥沙也会被带入湖中，从而造成水库库容减少。自水库建成到2010年，共计淤积超过3100万立方米。21世纪10年代，有学者对青格达湖水体内的重金属进行过研究，发现青格达湖水体中重金属含量普遍较低，不过有毒重金属砷和铬含量值得关注。
自2002年起，青格达湖自然保护区范围内的开荒、放牧等人类活动全面禁止，同时还开始实施节水灌溉、退沙还草、退耕还林等生态保护和恢复工程。在2005年召开的新疆维吾尔自治区人民代表大会中，人大代表王继亮等23人提交了《关于尽快解决猛进水库（亦称青格达湖）遭受工业废水污染的议案》。自治区环保局等有关部门对污染情况进行了调研，并做出了加快建设污水处理厂建设等6项措施。2007年5月，乌鲁木齐市委和昌吉州党委成立青格达湖污染治理领导小组，乌鲁木齐市市长乃依木·亚森任组长。这年7月开始，对排污入和平渠（乌鲁木齐河）、水磨河（老龙河）、头屯河的近百家工业企业进行整改、搬迁、关闭、拆除，对排污入河的餐厅进行批评教育。第二年第六师勘测设计了总长超过20千米的老龙河排污防洪通道。经过此次治理后，青格达湖环境得到改善。

## 自然保护区
2002年12月，新疆生产建设兵团批准建立青格达湖自然保护区，这是新疆生产建设兵团建立的首个省（兵团）级自然保护区。2008年，青格达湖自然保护区管理站正式建立，管理站是公益事业单位，隶属于新疆生产建设兵团林业和草原局。截止2010年，青格达湖自然保护区管理站建设有1栋办公楼、2座瞭望塔、4处保护点、2处水文观测点、1处病虫害防疫站、1处动物救护站、1处疫源疫病监测站、1处关键物种监测站、1处科研中心，并建立有观鸟台和陈列室。截止2019年，青格达湖自然保护区管理站在职人员13人，其中专业技术人员3人。2022年3月，超过77万元人民币的青格达湖省（兵团）级自然保护区总体规划编制项目由国家林业和草原局西北调查规划设计院中标。
在青格达湖自然保护区的实验区内，分布有多种人文景观和自然景观。1985年开始第六师水管处依托青格达湖开辟了青格达湖旅游风景区。此后，风景区道路、水电、绿化、游乐项目等陆续得到完善，青格达湖旅游风景区属于中国国家水利风景区。第六师五家渠政府在此曾多次举办郁金香节、冰雪风情节，荷花节、观鸟节等活动。2017年开始，青格达湖旅游风景区免费开放。